# Tragus koelerioides
Tragus koelerioides är en gräsart som beskrevs av Paul Friedrich August Ascherson. Tragus koelerioides ingår i släktet piprensargrässläktet, och familjen gräs. Inga underarter finns listade i Catalogue of Life.